# Lijst van uitdrukkingen en gezegden F-J
Hieronder staat een lijst van uitdrukkingen en gezegden met steekwoorden die beginnen met een letter in de serie F-J.
| Spreekwoorden       |
| A-E F-J K-O P-U V-Z |

| Uitdrukkingen en gezegden |
| A-E F-J K-O P-U V-Z       |

## fiets
Op díe fiets.
Op die manier.

Ga toch fietsen!
Ga weg en val mij niet lastig!

Wat heb ik nou aan mijn fiets hangen?
Wat gebeurt er nu voor iets raars?

Eerst mijn fiets terug.
Grapje om Duitsers te wijzen op de Tweede Wereldoorlog, toen er veel fietsen geconfisqueerd werden.

Iets boven de tafel fietsen.
Duidelijkheid geven of krijgen over iemands bedoelingen.

De fiets aan de haak hangen.
Stoppen met wielrennen.

Op een oude fiets moet je het leren.
Oudere (getrouwde) vrouwen zijn goed om jonge mannen in de liefde in te wijden.
Ook: Lesmateriaal is zelden nieuw.

Iets in een contract fietsen.
Tijdens onderhandelingen over een contract wijzigingen in het concept aanbrengen.

## filistijnen
Naar de filistijnen.
Reddeloos verloren.

## fijn
Het fijne ervan willen weten.
Willen weten wat er precies aan de hand is.

Fijnbesnaard.
Gevoelig.

Zo fijn als gemalen poppenstront.
Zeer streng rechtzinnig.

## fluit
Een fluitje van een cent.
Zie: cent.

Hij begreep er geen fluit van.
Hij begreep er niets van.

## fout
Fout zijn geweest.
Collaborateur zijn geweest gedurende de Tweede Wereldoorlog.

In de fout gaan.
Een onaanvaardbaar of strafbaar feit begaan.

## Frans
Met de Franse slag.
Slordig, met weinig aandacht uitgevoerd.

Daar is geen woord Frans bij.
Dat is duidelijke taal.

Spreek ik Frans?
Ik ben toch duidelijk genoeg!

Dat is Beulemans Frans.
Slecht Frans spreken of een Brussels Brussels dialect gebruiken. Naar het toneelstuk Le mariage de Mademoiselle Beulemans, waarin het taalgebruik van de familie Beulemans een terugkerend motief is.

## gaan
Ervoor gaan.
Besluiten aan een onzekere onderneming te beginnen en zich er volledig voor in te zetten.

De gaande en komende man.
Zie: man.

Er is een tijd van komen en er is een tijd van gaan.
Zie: tijd.

## gaar
Gaar zijn.
Uitgeput zijn, met name na geestelijke inspanning, bijvoorbeeld een hele dag vergaderen.

Nu zijn de rapen gaar.
Nu is het genoeg geweest.

## gaatje
Doorgaan tot het gaatje.
Doorzetten tot het einde is bereikt.
(Deze uitdrukking is afkomstig van een persiflage op het nummer Wij zullen doorgaan (van Ramses Shaffy) door André van Duin. In deze persiflage wordt met het te bereiken einde, het gat in het midden van een grammofoonplaat bedoeld.)

## galg
Boter aan de galg zijn.
Zie: boter

Opgroeien voor galg en rad.
Een jeugdige crimineel zijn. (Het rad was een middeleeuws folterwerktuig.)

Op de galg schijten.
Nergens bang voor zijn.

## gallisch
Ergens gallisch van worden.
Ergens naar van worden. (Het woord gallisch is ontleend aan het Jiddische challisj, "misselijk".)

## garen
Ergens garen bij spinnen.
Ergens financieel gewin uit halen.

## garnaal
Een garnaal heeft ook een hoofd.
Schertsend gezegd van een kind dat koppig aan zijn mening vasthoudt.

## gas
Tegengas geven.
Argumenten tegen een plan of voorstel naar voren brengen.

Gas terugnemen.
Het iets rustiger aan gaan doen.

## gat
Er geen gat meer in zien.
Geen oplossing meer kunnen bedenken.

Niet voor één gat te vangen zijn.
Meerdere opties hebben.

Een gat in de dag slapen.
Lang doorslapen.

Een gat in de lucht slaan.
Een onnozele handeling doen.

Een gat in de lucht springen.
Ongeremd enthousiast zijn.

Een gat in zijn hand hebben.
Niet met geld kunnen omgaan.

## geblaat
Veel geblaat maar weinig wol.
Iemand maakt veel drukte met weinig resultaat of zonder resultaat.

## geboren
Daar geboren en getogen.
Daar geboren en opgegroeid.

## geduld
Geduld is een schone zaak.
Wie rustig afwacht wordt beloond.

Papier is geduldig.
Zie: papier.

## geel
Een geeltje.
Briefje van vijfentwintig gulden.

Je groen en geel ergeren.
Je heel erg ergeren aan iets of iemand.

## gek
Hoe ouder, hoe gekker.
Zie: oud.

## geld
Voor geen geld of goede woorden (tot iets bereid zijn).
Niet bereid zijn tot iets, wat iemand ook ervoor biedt, en welke argumenten iemand ook naar voren brengt.

Voor geen geld ter wereld.
Niet bereid zijn tot iets, hoeveel er ook voor geboden wordt.

Geld over de balk gooien (of smijten).
Geld verspillen, zonder nadenken uitgeven.

Voor hetzelfde geld.
Net zo goed.

Geld ruiken.
Mogelijkheden zien om ergens geld aan te verdienen.

Het geld brandt hem in de zak.
Hij geeft zijn geld graag en gemakkelijk uit.

Al krijg ik geld mee!
Dat doe ik beslist niet!

Dat is geen geld.
Dat is erg goedkoop als je ziet wat je ervoor krijgt.

Geld stinkt niet.
Alle manieren om aan geld te komen zijn toegestaan. (Afkomstig uit het Latijn, pecunia non olet.)

Het geld regeert de wereld.
Geld heeft grote invloed.

## geluk
Geluk bij een ongeluk.
Terwijl iets mis gaat, gaat iets anders goed.

## gemutst
Goed gemutst zijn.
Een goede bui hebben, opgewekt zijn.

## gewicht
Zijn volle gewicht in de schaal werpen.
Zich er volledig voor inzetten.

## gladiool
De dood of de gladiolen.
Alles of niets.

## glas
Glashard liegen.
Liegen zonder er iets van in zijn houding te laten merken.

Zo broos als glas.
Erg breekbaar.

## glaasje
Een glaasje op hebben.
Alcohol te hebben genuttigd.

Te diep in het glaasje gekeken.
Te veel alcohol genuttigd.

## God
Hij is van God los.
Hij is gek, je boven de wet bevinden.

Van God en alle mensen verlaten.
afgelegen; stil.

Ieder voor zich en God voor ons allen.
Niemand helpt elkaar.

Leven als de God in Frankrijk.
Onbekommerd en zorgeloos leven.

## Goten
Leven als de Goten in Frankrijk.
Onbekommerd en zorgeloos leven. (De Visigoten vestigden zich na talloze omzwervingen in Frankrijk, alwaar ze het zeer naar hun zin hadden.)

## goud
Een hart van goud hebben.
Een buitengewoon goedaardig mens zijn.

Goudeerlijk zijn.
Eerlijk zijn boven elke twijfel verheven.

Het is niet al goud wat er blinkt.
Het ziet er misschien goed uit maar dat is maar schijn.

Iets voor geen goud willen doen.
Iets absoluut niet willen doen.

Zijn gewicht in goud waard zijn.
Bijzonder gewaardeerd worden.

## gnoe
Hoor ik daar een gnoe pissen?
Wat jij zegt interesseert me niet.

## graal
De heilige graal.
Een moeilijk te bereiken doel. "Al vele jaren zijn theoretici op zoek naar de heilige graal van de fysica, de zogeheten theorie van de quantumzwaartekracht."

## graan
Een graantje meepikken.
Meeprofiteren.

## graat
Ergens geen graten in zien.
Geen bezwaren tegen iets hebben.

## gras
Er geen gras over laten groeien.
Zonder uitstel handelen (zodra de gelegenheid zich voordoet).

Het gras voor iemands voeten wegmaaien.
Iets gebruiken net voordat iemand anders het kan gebruiken. (met name een argument of voorbeeld in een discussie)

Het gras aan de overkant is altijd groener.
Ontevreden zijn.

Daar groeit het gras in de straten.
Daar is het erg saai.

Ik kan het gras horen groeien.
Het is erg stil.

Luisteren naar groeien van het gras.
Erg lui zijn.

## groen
Groen zien van jaloezie.
Heel jaloers zijn.

Een groentje zijn.
Ook: Groen als gras zijn.
Ergens nog geen ervaring mee hebben.

## groep
Iets in de groep gooien.
Iets in een groep bespreken.

## Grolle
Dat is zo vaste as Grolle.
Dat is heel stevig (gebouwd). (Refereert aan de vesting Grolle.)

## gulden
De gulden middenweg kiezen.
Moeilijkheden vermijden door niet voor het ene of andere uiterste te kiezen. (Gulden betekent in dit verband gouden.)

## haak
Dat is niet in de haak.
Dat is verdacht, niet in orde.

## haar
De haren rijzen me te berge
Ik neem er met afgrijzen kennis van.

Haarscherp.
Getrouw tot in fijne details (van een afbeelding).

Iets er met de haren bijslepen.
Een argument gebruiken dat niets met de zaak te maken heeft.

Zich de haren uit het hoofd trekken.
Enorm veel spijt hebben.

Geen haar op mijn hoofd die eraan denkt.
Ik wil hiermee niet akkoord gaan.

Elkaar in de haren vliegen.
Ruzie maken.

Haar op de tanden hebben.
Zie: tand.

Het scheelde maar een haartje.
Dat ging maar net goed.

Een haartje betoeterd zijn.
Gek zijn.

## haas
Het hazenpad kiezen.
Wegvluchten.

Het haasje zijn.
Het slachtoffer zijn.

Een hazeslaapje.
Een slaap, die zo licht is, dat men bij 't minste geluid wakker wordt.

Mijn naam is haas.
Ik weet van niets.

Kijken hoe de hazen lopen.
Voorzichtig te werk gaan, eerst afwachten hoe de verhoudingen blijken te liggen.

Nooit kunnen weten hoe een koe een haas vangt.
Ook onwaarschijnlijke dingen kunnen gebeuren.

Een hazenhart hebben.
 Snel bang zijn.

## hak
De hakken in het zand zetten.
Zich opstellen als felle tegenstander van een voorstel of ontwikkeling, zonder de bereidheid te zoeken naar positieve aspecten of naar compromissen.

Iemand op de hak nemen.
Met iemand een grap uithalen of iemand hekelen.

Een hak zetten.
Iemand benadelen of dwarszitten.

Met de hakken over de sloot.
Op het nippertje ergens in slagen.

Van de hak op de tak springen.
Al pratend steeds van onderwerp veranderen.

De hakken laten zien
Zich uit de voeten maken.

## haken
Ergens op inhaken.
Reageren op iets wat gezegd is en daar verder op doorgaan.

Daar zitten nogal wat haken en ogen aan.
Er zijn meer problemen dan je op het eerste gezicht zou denken.

## hals
Halsoverkop.
Ondoordacht snel.

Er een halszaak van maken.
Het erg belangrijk maken van iets.

## ham
Dat is de hamvraag.
Dat is de belangrijkste vraag (uit het oude NCRV-programma Mastklimmen).

## hamer
Ergens op hameren.
Iets voortdurend benadrukken.

De man met de hamer.
Plotseling energietekort bij o.a. sporters (zie Hongerklop).

Als hamerstuk behandelen.
Het voorstel zonder discussie aannemen.

## hand
De bovenhand krijgen.
Winnen, zegevieren.

De hand aan de ploeg slaan.
Het werk aanvatten.

De hand aan zichzelf slaan.
Zelfdoding plegen. Zichzelf van het leven beroven.

De hand in eigen boezem steken.
De oorzaak van de problemen bij zichzelf zoeken.

De hand voor iemand in het vuur durven steken.
Instaan voor iemands betrouwbaarheid.

De handen dicht mogen knijpen.
Ontsnapt zijn aan een gevaar of ongeluk en daarvoor dankbaar zijn.

De handen uit de mouwen steken.
Hard werken.

Elkaar een hand kunnen geven.
Zich in een vergelijkbare situatie bevinden.

Ergens de hand in hebben gehad.
Ergens aan hebben meegewerkt met raad of daad.

Ergens de handen voor op elkaar krijgen.
Ergens applaus, of, in overdrachtelijke zin, steun voor krijgen.

Ergens een handje van weg hebben.
Een onaanvaardbare gewoonte hebben.

Iemand de hand boven het hoofd houden.
Iemand in bescherming nemen, meestal ten onrechte.

Iemand de vrije hand geven.
Iemand geheel vrij laten in de wijze waarop hij een opdracht uitvoert.

Iemands rechterhand zijn.
Iemands onmisbare assistent zijn.

Met de hand op het hart iets beloven.
Iets plechtig beloven, alsof men een eed aflegt.

Troeven achter de hand houden.
Iets voordeligs achterhouden, informatie achterhouden.

Uit de hand lopen.
Niet meer onder controle te brengen zijn.

Van hand tot tand leven.
Uitsluitend in de meest elementaire levensbehoeften kunnen voorzien. Ook: het verdiende meteen weer uitgeven.

Van het handje zijn.
Homoseksueel zijn.

Zwaar op de hand zijn.
Zich negatieve gebeurtenissen in hoge mate aantrekken. Ook: er een orthodox-religieuze levensstijl op nahouden.

## hangijzer
Een heet hangijzer.
Een netelige zaak.

## Hannes
Een echte Hannes.
Een onhandig persoon.

## harnas
Iemand tegen zich in het harnas jagen.
Iemand zodanig irriteren dat de persoon een vijand wordt.

In het harnas sterven.
Overlijden in actieve dienst.

## hart
Heb het hart eens.
Heb de moed om dat te doen. (Eigenlijk: als je dat doet, zal ik je ongenadig straffen.)

Het hart op de goede plaats hebben.
Een oprecht en menslievend karakter hebben.

Het hart op de tong dragen/hebben.
Meteen vertellen wat je bezighoudt.

Het hart zinkt hem in de schoenen.
Hij verliest alle moed.

In hart en nieren.
Vanuit volle overtuiging (bv. "Hij is een socialist in hart en nieren").

Iemand een warm hart toedragen.
Iemand steunen.

Van zijn hart geen moordkuil maken.
Hij spreekt zonder schroom over wat hem dwarszit; pot het niet op.

Zijn hart vasthouden.
Zich ernstig zorgen maken. Bang zijn dat het mis gaat.

Iemand een hart onder de riem steken.
Iemand moed inspreken.

Iets na aan het hart hebben liggen.
Er erg mee begaan zijn.

Een gouden hart hebben.
heel aardig/lief zijn.

Je hart volgen.
doen wat je het liefst wilt.

## haver
Iemand van haver tot gort kennen.
Iemands persoonlijkheid helemaal kennen.

## haverklap
Om de haverklap.
Om een nietigheid, een beuzeling. Later: herhaaldelijk, dikwijls, telkens weer, erg vaak.
Letterlijk: bij elke tweede klap tijdens het langdurige en eentonige uitdorsen van het kaf met de dorsvlegel.

## heffe
De heffe des volks.
Het gepeupel, uitschot, de volksmassa in negatieve zin.

## heft
Het heft in eigen hand nemen.
Zelf het initiatief nemen.

## Hein
Magere Hein.
De dood.

## hemd
Iemand het hemd van het lijf vragen.
Iemand van alles vragen (met name als het ook persoonlijke vragen betreft).

Je laatste hemd aan hebben.
Je hebt iets fout gedaan en er zal wat voor je zwaaien.

## Hendrik
Brave hendrik.
Een persoon die op overdreven wijze de regeltjes volgt.

## Henk
Gekke Henkie.
Iemand die niets in de gaten heeft (bv. "Je denkt toch niet dat ik gekke Henkie ben?").

## heup
Hij heeft het op zijn heupen.
Hij gaat zich vreemd gedragen.

Uit de heup schieten.
Een discussie ingaan met een ongenuanceerde argumentatie.

## hoed
Van de hoed en de rand weten.
Volledig geïnformeerd zijn.

Het is hoed.
Het is verkeerd afgelopen.

Zijn hoed staat op halfzeven.
Hij is dronken.

Hij is onder een hoedje te vangen.
Hij is zeer stil en gedwee.

Onder één hoedje spelen.
Samenzweren of samenwerken ten koste van anderen.

Zijn hoed zit altijd op zijn hoofd.
Hij groet nooit iemand.

## hoek
In het verdomhoekje terechtkomen.
Van alle kanten kritiek krijgen.

Het hoekje om.
dood.

## honderd
Het loopt in 't honderd.
Het gaat helemaal mis.

## hond
Commandeer je hondje en blaf zelf.
Mij kun je niet bevelen.

Daar lusten de honden geen brood van.
Dat is minderwaardig.

De hond in de pot vinden.
Te laat zijn voor het eten (alles is op).

Een stok vinden om de hond te slaan.
Om maar iemand te kunnen bekritiseren een nadelig punt vinden.

Er was geen hond.
Er was niemand.

Hondenweer.
Zeer slecht weer.

Zo ziek als een hond zijn.
Zeer ziek zijn, doodziek op bed liggen.

## honing
Iemand honing (stroop) om de mond smeren.
Iemand vleien.

Zij kwamen als bijen naar de honing.
Ze kwamen met velen en sterk gemotiveerd.

## hoofd
Het hoofd in de schoot leggen.
Zich ergens bij neerleggen.

Het hoofd laten hangen.
De moed verliezen, opgeven.

Zich het hoofd breken over iets.
Trachten een antwoord te vinden op een moeilijke vraag.

Een hard hoofd hebben in iets.
Verwachten dat er geen oplossing komt voor een probleem.

Het hoofd koel houden.
Kalm blijven, zich niet door de spanning laten meeslepen.

Iets uit het hoofd laten.
Het vaste voornemen hebben om iets na te laten, iets niet doen.

Iemand of iets over het hoofd zien.
Iemand niet opmerken, vergeten met iemand of iets rekening te houden, iets niet zien.

Iemand of iets het hoofd bieden.
Zich met verstand en beleid verzetten tegen iemand of iets.

Iemand voor het hoofd stoten.
Iemand beledigen of kwetsen.

Het hoofd boven water houden.
Financieel rondkomen, juist genoeg geld hebben om te kunnen leven.

Niet goed bij zijn hoofd zijn.
Niet goed wijs zijn, gekke dingen doen.

Een dak boven zijn hoofd hebben.
Woonruimte hebben, onderdak hebben.

Met zijn hoofd in de wolken.
Zo gelukkig, blij zijn dat je niet goed oplet.

Waar ik niet ben, wordt mijn hoofd niet gewassen.
Ieder kan het best zelf zijn belangen behartigen.

## hoogvlieger
Geen hoogvlieger zijn.
Weinig talent hebben.

## hooi
Moet je heen hooien?
Heb je geen tijd?

Te hooi en te gras.
Zonder enige regelmaat of plan.

Te veel hooi op je vork nemen.
Te veel werk aannemen, zodat je in moeilijkheden komt.

## hoorn
Hij loopt met hoorntjes.
Zijn vrouw bedriegt hem, heeft een minnaar.

Men heeft hem de hoorns opgezet.
Iemand (vooral een bekende) heeft een relatie met zijn vrouw.

## horizontaal
Ik ga horizontaal.
Ik ga slapen.

## hout
Dat snijdt geen hout.
Dat heeft er niets mee te maken; het bewijst niets.

Er klopt geen hout van.
Het is geheel onjuist.

Ergens geen hout van snappen.
Er niets van begrijpen.

Op een houtje bijten.
Honger hebben.

Op eigen houtje doen.
Iets zelfstandig (eventueel op eigen initiatief) ondernemen.

## huis
Veel in huis hebben.
Over veel capaciteiten beschikken.

Dat is zo vast als een huis.
Dat is zeker.

Van huis en haard verdreven.
Dakloos zijn.

## ijs
Het ijs breken.
Een aanvankelijke kille en ongemakkelijke stemming laten overgaan in een ontspannen, informele sfeer.

IJs en weder dienende.
Zie: weer.

Niet over één nacht ijs gaan.
Een voorzichtige aanpak hanteren.

We gaan geen ijsje eten.
Alles is mislukt.

Zich op glad ijs begeven.
Een groot risico nemen.

## ijzer
Een ijzervreter zijn.
Militaristisch ingesteld zijn.

Hard ijzer wordt in heet vuur gesmeed.
Mensen worden gevormd door moeilijke of uitdagende ervaringen.
IJzerenheinig zijn.
Koppig doorgaan.

Lood om oud ijzer zijn.
Zie: lood.

## ja
Op alles maar ja en amen zeggen.
Zonder meer met alles instemmen.

## jager
De duvelstoejager.
Iemand die overal goed in is.

## Jan
Jan en alleman.
Iedereen (bv. "Dit hoeft Jan en alleman toch niet te weten?").

Hij stond erbij voor Jan met de korte achternaam.
Hij had geen zinvolle activiteit.

## jood
Aan de joden overgeleverd zijn.
In handen gevallen zijn van kwaadaardige, meedogenloze lieden. (referentie aan Johannes 18:36)

Daar is van de jood bij.
De helft is gelogen.

Het is een dolende jood.
Het is een zwerver.

Het is een jood.
Het is beschadigd, er is een stukje af.

Jodenlijm.
Speeksel.

Net zoveel geld in de buidel hebben, als een jood spek in de kast.
Geen geld hebben.

Op een jodenkerk lijken.
Een luidruchtige plek zijn.

Twee joden weten wel wat een bril kost.
 wij hoeven elkaar niets wijs te maken.

## Jonas
Het lot valt altijd op Jonas.
Hij heeft vaak pech.

## jong
Met jong schoppen.
Zwanger maken.